# Neptis hainana
Neptis hainana är en fjärilsart som beskrevs av Moore 1878. Neptis hainana ingår i släktet Neptis och familjen praktfjärilar. Inga underarter finns listade i Catalogue of Life.